# 孙元亨
孫元亨（？—696年12月26日），唐朝大臣。
696年四月，时任检校夏官侍郎（兵部侍郎）的孙元亨被任命为同鳳閣鸞臺平章事。明堂县尉吉顼、合宫县尉来俊臣密告箕州刺史刘思礼、洛州录事参军綦连耀、凤阁舍人（中书舍人）王勮谋反。河内王武懿宗（武则天伯父武士逸的孙子）命刘思礼牵连朝廷官员，说这样可以免死。刘思礼诬告凤阁侍郎（中书侍郎）同平章事李元素、孙元亨、知天官侍郎事石抱忠、刘奇、给事中周譒及王勮的哥哥泾州刺史王勔、弟弟监察御史王助等，共三十六家，万岁通天二年正月廿四（696年12月26日），全被灭族。